# Dinarthrum margulum
Dinarthrum margulum är en nattsländeart som först beskrevs av Martin E. Mosely 1949.  Dinarthrum margulum ingår i släktet Dinarthrum och familjen kantrörsnattsländor. Inga underarter finns listade i Catalogue of Life.